# Addicted to the Violence
Addicted to the Violence es el tercer álbum de estudio de la banda y proyecto en solitario de Daron Malakian, Scars on Broadway, lanzado por Scarred for Life Records, el 18 de julio de 2025, en el cumpleaños número 50 de Malakian.

## Antecedentes
Malakian se encargó de componer, producir y tocar casi todos los instrumentos musicales, con las contribuciones del multiinstrumentista Orbel Babayan, el baterista Roman Lomtadze y el saxofonista Matthew «Narducci» Silberman. Según Malakian, el álbum tomó más tiempo que cualquier otro en su carrera para considerarlo terminado, ya que comenzó con demos caseros antes de trasladarse a un estudio para regrabar todo, excepto las voces. El músico explicó que no escribe específicamente para System of a Down o Scars on Broadway, sino que simplemente crea canciones. En cuanto a influencias, el álbum combina rock, punk, heavy metal, pop, psicodelia y elementos armenios, creando un sonido que evoluciona con la visión artística de Malakian. El padre de Daron, Vartan Malakian, colaboró en el arte de la portada del álbum.

## Sencillos
El 6 de junio de 2025, se hizo público el primer sencillo titulado «Killing Spree» junto a un video musical dirigido por Lorenzo Diego Carrera y Malakian. «Es un tema tabú del que la gente podría tener miedo de hablar. Los niños se han rebelado desde siempre. Los trastornos mentales también han existido. En los últimos 15 años, hemos visto una generación que entra a la escuela y mata a otros estudiantes. No lo estoy idealizando ni defendiendo. Solo digo: Los niños están en una maldita oleada de asesinatos. Es lo que veo frente a mí, y no me refiero solo a asesinatos. Verás a una señora a la que están golpeando en el metro y la gente a su alrededor ni siquiera la ayuda; la están grabando con sus iPhones. Teníamos armas automáticas hace cincuenta años, y nadie hacía esto. Culpo a la mentalidad. Ahora tenemos una generación tan distante e insensible. Son totalmente insensibles y carentes de emociones. No hay respeto por la vida», declaró Malakian sobre el trasfondo de la canción.
El 11 de julio de 2025, Malakian hizo pública la canción «Destroy the Power» como segundo sencillo del álbum.

## Recepción
La revista digital Metallerium, calificó el álbum con un 8/10. «Addicted to the Violence demuestra que este señor (Malakian) tiene material para rato y puede seguir explotando ideas que pocos se dieron cuenta en los últimos discos de System of a Down, y eso al mismo tiempo le da una carrera infinita dentro de esta industria que puede seguir esperando más buenos discos».
La revista Kerrang! dio una votación de 4/5. «Es un disco rebosante de energía, atmósfera y melodía».
La revista Ghost Cult otorgó una calificación de 8/10. «Si eres fan de System of a Down, esta es la segunda mejor opción. Este álbum está lleno de canciones potentes que vale la pena escuchar».

## Lista de canciones
| N.º   | Título                     | Letras            | Música   | Duración |  |
| 1.    | «Killing Spree»            | Malakian          | Malakian | 2:47     |  |
| 2.    | «Satan Hussein»            | Malakian          | Malakian | 3:06     |  |
| 3.    | «Done me Wrong»            | Malakian          | Babayan  | 3:01     |  |
| 4.    | «The Shame Game»           | Malakian          | Malakian | 5:16     |  |
| 5.    | «Destroy the Power»        | Malakian          | Babayan  | 3:56     |  |
| 6.    | «Your Lives Burn»          | Malakian          | Malakian | 1:57     |  |
| 7.    | «Imposter»                 | Malakian, Babayan | Babayan  | 3:16     |  |
| 8.    | «You Destroy you»          | Malakian          | Malakian | 3:18     |  |
| 9.    | «Whatch that Girl»         | Malakian          | Malakian | 4:32     |  |
| 10.   | «Addicted to the Violence» | Malakian          | Babayan  | 5:29     |  |
| 36:37 |                            |                   |          |          |  |

## Créditos
- Daron Malakian: voz, guitarra, bajo, composición musical, letra, producción.
- Orbel Babayan: teclados, guitarra, mandolina, bajo, composición musical.
- Roman Lomtadze: batería.
- Matthew «Narducci» Silberman: saxofón.